# Julius Benedict
Julius Benedict (Stoccarda, 27 novembre 1804 – Londra, 5 giugno 1885) è stato un compositore tedesco naturalizzato inglese.

## Biografia
Nacque in Germania, figlio di un banchiere di origine ebraica.
Allievo di Johann Nepomuk Hummel e di Carl Maria von Weber, nel 1823 divenne maestro di cappella a Vienna.
Due anni dopo al Teatro di San Carlo di Napoli fu eseguita la sua prima opera intitolata Giacinta ed Ernesto. Successivamente compose, tra le altre, le opere I portoghesi in Goa (online), con testo di Vincenzo Torelli, rappresentata nel 1830 sempre al San Carlo di Napoli con Adelaide Tosi e Luigi Lablache ed Un anno ed un giorno nel 1836 al Teatro del Fondo di Napoli.
Nel 1838, quando era già direttore d'orchestra londinese, mise in scena la sua prima opera in lingua inglese intitolata The Gypsy's Warning. In seguito compose altre opere, sinfonie e concerti per pianoforte.
La sua opera più nota, The Lily of Killarney, fu scritta su un libretto di John Oxenford e venne rappresentata al Royal Opera House, Covent Garden di Londra nel 1862. Due anni dopo compose l'operetta The Bride of Song con il libretto di Henry Brougham Farnie che ebbe la prima al Covent Garden nel 1864. St.Cecilia è un oratorio che fu eseguito al Norwich Festival nel 1868; St.Peter al Birmingham Festival del 1870 e Graziella è una cantata che andò in scena due anni dopo sempre a Birmingham. Ha condotto tutti i Norwich Festival dal 1845 al 1878.